# Filmhuis Gouda
Het Filmhuis Gouda is een filmhuis in de Nederlandse stad Gouda gevestigd aan de Lethmaetstraat in de wijk de Korte Akkeren.

## Geschiedenis
Het Filmhuis Gouda is opgericht in 1977, de eerste vestiging was gelegen aan het Regentesseplantsoen met een zaal voor 40 bezoekers. Elke zaterdagavond werd er een film vertoond. Een eigen projector had het filmhuis toen niet, deze kon worden geleend van een jeugdsociëteit. In 1979 verhuisde het filmhuis naar de huidige locatie, een voormalige school aan de Lethmaetstraat. Dit pand beschikt over een zaal met 80 zitplaatsen en een foyer. In de jaren 80 kreeg het Filmhuis de eerste beroepskracht. Het overige personeel bestaat hoofdzakelijk uit vrijwillige medewerkers. In april 2012 werd er overgestapt van een analoge-  naar een digitale projectie.
Het filmhuis had in 2012 naar schatting 10.000 bezoekers afkomstig van buiten Gouda. In 2011 waren er 590 filmvoorstellingen van 124 titels, voor ruim 25.000 bezoekers.

### Verhuizing
Sinds enkele jaren verschijnen in de media berichten waarin wordt gemeld dat het filmhuis zou verhuizen. In 2008 meldde de Krant van Gouda dat het bestuur een pand aan de Peperstraat op het oog had. Dit is uiteindelijk niet doorgegaan; in het jaarverslag over 2011 kondigde het bestuur aan een adempauze in te lassen in de zoektocht naar een nieuw onderkomen.
Een tweede mogelijke verhuizing dateerde uit 2012, naar aanleiding van de aankondiging van de grootste bioscoop in Gouda, de Arcade Bioscoop, om een nieuwe bioscoop te bouwen in de Spoorzone, het gebied bij het station. Aanvankelijk werd geopperd dat het filmhuis zou kunnen verhuizen naar het vrijkomende Arcade-pand, het Maria Magdalenaconvent aan de Agnietenstraat. Begin 2013 gaf het bestuur van het filmhuis echter aan dat het momenteel niet de middelen heeft om een verhuizing te kunnen betalen, en dat het dus voorlopig niet zal verhuizen.
In 2017 werd onderzocht of het Filmhuis onderdak kon vinden in Cultuurhuis Chocoladefabriek. Door het grote aantal bezoekers wilde het Filmhuis er een tweede en mogelijk een derde filmzaal bij. De Gemeente Gouda stelde na een onderzoek vast dat de totale kosten te hoog zouden zijn. In 2018 liet het Filmhuis weten de hoop nog niet op te geven.